# Joe McHugh
Joseph McHugh, né le 16 juillet 1971 à Carrigart, est un homme politique irlandais, membre du Fine Gael puis Indépendant. 

## Biographie
Né à Carrigart, un village du comté de Donegal, Joseph McHugh est diplômé en économie et sociologie, ainsi qu'en sciences de l'éducation, de l'université nationale d'Irlande à Maynooth. Il enseigne les mathématiques et la géographie dans un établissement secondaire à Letterkenny de 1993 à 1995 puis l'économie à Dubaï jusqu'en 1996. Il revient en Irlande et devient animateur pour la jeunesse dans le quartier de Ballyboe à Letterkenny.
En 2002, il est élu sénateur au titre du panel de l'administration.
Il est élu Teachta Dála (député) pour le Donegal lors des élections de 2007, puis réélu en 2011, 2016 et 2020. 
Il est membre du gouvernement de Leo Varadkar, comme secrétaire d'État à l'Irlandais et aux Îles du 14 juin 2017 au 16 octobre 2018, puis ministre de l'Éducation et des Compétences judsqu'au 27 juin 2020. 
En mai 2022, il annonce qu'il ne se représentera pas lors des élections législatives de 2024.

### Sources
- (en) Cet article est partiellement ou en totalité issu de l’article de Wikipédia en anglais intitulé « Joe McHugh » (voir la liste des auteurs).